# Springfield (Ohio)
Springfield é uma cidade localizada no estado norte-americano de Ohio, no condado de Clark, do qual é sede.
Está situada nas margens do Rio Mad, 73 km a oeste de Columbus e a 44 km a noroeste de Dayton. Em Springfield, é onde fica a Universidade de Wittenberg, uma universidade privada liberal de artes com aproximadamente 2 000 alunos. Em 2004 foi escolhida como "All-American City."
É a cidade natal do cantor e compositor John Roger Stephens, conhecido artisticamente como John Legend.

## Geografia
De acordo com o United States Census Bureau, a cidade tem uma área de 67,2 km², dos quais 66,8 km² estão cobertos por terra e 0,4 km² por água. Springfield localiza-se a aproximadamente 305 m acima do nível do mar.

### Localidades na vizinhança
O diagrama seguinte representa as localidades num raio de 16 km ao redor de Springfield.

## Demografia
Segundo o censo nacional de 2010, a sua população é de 60 608 habitantes e sua densidade populacional é de 901,6 hab/km².

## Marcos históricos
A relação a seguir lista as 36 entradas do Registro Nacional de Lugares Históricos em Springfield. O primeiro marco foi designado em 20 de março de 1973 e o mais recente em 25 de janeiro de 2021.
- Arcade Hotel
- Brewer Log House
- Bushnell-Foos Historic District
- C. A. Reeser House
- Daniel Hertzler House
- David Crabill House
- East High Street District
- Edward Wren Company Building
- Francis Bookwalter House
- Kenton-Hunt Farm
- Lagonda Club Building
- Lagonda National Bank
- Main Street Buildings
- Marquart-Mercer Farm
- Masonic Temple
- Municipal Building
- Myers Daily Market
- Myers Hall
- Newlove Works
- Odd Fellows' Home for Orphans, Indigent and Aged
- Pennsylvania House
- Pringle-Patric House
- Shawnee Hotel
- South Fountain Avenue Historic District
- Springfield Downtown Historic District
- Springfield Metallic Casket Company
- St. Francis Seminary
- St. John's Evangelical Lutheran Church
- St. Joseph Roman Catholic Church
- St. Raphael Church
- Tecumseh Building
- Third Presbyterian Church
- Thomas Manufacturing Company Warehouse
- Warder Public Library
- Westcott House
- Wittenberg University Historic District